# ATP Challenger Sedona
Der ATP Challenger Sedona (offiziell: Sedona Challenger) war ein Tennisturnier, das 1997 einmal in Sedona, Arizona, stattfand. Es gehörte zur ATP Challenger Tour und wurde im Freien auf Hartplatz gespielt.

## Liste der Sieger

### Einzel
| Jahr | Sieger       | Finalgegner  | Ergebnis |
| ---- | ------------ | ------------ | -------- |
| 1997 | Michael Sell | Glenn Weiner | 6:4, 6:4 |

### Doppel
| Jahr | Sieger                              | Finalgegner              | Ergebnis |
| ---- | ----------------------------------- | ------------------------ | -------- |
| 1997 | John-Laffnie de Jager Robbie Koenig | Adam Peterson Eric Taino | 6:2, 6:2 |